# Gabriel Mathias
Gabriel Mathias est un peintre britannique né en 1719, mort à Acton en 1804.

## Biographie
Client de Joseph Vernet, il acquit de cet artiste plusieurs tableaux, et en acheta pour autrui. Le premier biographe de Vernet, Léon Lagrange le cite : « À côté de ces singuliers personnages, grimace la figure de M. Gabriel Mathias- « ¨peintre anglois, »- intrépide acheteur des tableaux de Joseph Vernet. Pendant quatre ans, toujours à l'affut, faisant main basse sur les menus tableautins qu'il paye vingt-cinq écus la paire, il procure des commandes, il expédie à Londres, il a toujours en poche quelque ami friand de marines, et, quand, à son tour, il part pour l'Angleterre, il emporte avec une cargaison de peintures, la note des prix courants. À ces procédés, aussi bien qu'à son nom qui ne reconnaîtrait le fils d'Israël, l'inévitable Mardochée ? ».

## Œuvres
- Portrait du prince William Ansah Sessarakoo
- Portrait d' Andrew Wilkinson
- Portrait de Mary Howard, religieuse de l'Ordre des pauvres dames.